# Begonia georgei
Espèce
Begonia georgei est une espèce de plantes de la famille des Begoniaceae.
Elle a été décrite en 2009 par C. Coyle.